# Bahnstrecke Petingen–Luxemburg
| Der Bahnhof Bascharage-Sanem nach dem zweigleisigen Ausbau der Strecke |                      |                                      |                                      |
| Spurweite: | 1435 mm (Normalspur) |                                      |                                      |
| Stromsystem: | 25 kV, 50 Hz ~       |                                      |                                      |
| Maximale Neigung: | 10 ‰                 |                                      |                                      |
| Minimaler Radius: | 250 m                |                                      |                                      |
| Streckengeschwindigkeit: | 140 km/h             |                                      |                                      |
| |                      |                                      |                                      |
| \| \| \| von Rodingen \| \| \| \| \| von Bois Châtier \| \| \| \| 0,0 \| Petingen / Pétange \| Petingen / Pétange \| \| \| \| nach Ettelbrück \| \| \| \| \| nach Esch \| \| \| \| \| Korn \| \| \| \| 3,4 \| Bascharage-Sanem \| Bascharage-Sanem \| \| \| 6,6 \| Schouweiler \| Schouweiler \| \| \| 9,2 \| Dippach-Reckange \| Dippach-Reckange \| \| \| 14,3 \| Leudelange \| Leudelange \| \| \| \| A 6 \| \| \| \| \| A 4 \| \| \| \| \| von Arlon \| \| \| \| 19,0 \| Hollerich \| Hollerich \| \| \| \| von und nach Bettemburg \| \| \| \| 20,3 \| Luxemburg \| Luxemburg \| \| \| \| nach Wasserbillig und nach Ulflingen \| \| |                      |                                      |                                      |
| Strecke |                      | von Rodingen                         | von Rodingen                         |
| Abzweig geradeaus und von rechts |                      | von Bois Châtier                     | von Bois Châtier                     |
| Bahnhof | 0,0                  | Petingen / Pétange                   | Petingen / Pétange                   |
| Abzweig geradeaus und ehemals nach links |                      | nach Ettelbrück                      | nach Ettelbrück                      |
| Abzweig geradeaus und nach rechts |                      | nach Esch                            | nach Esch                            |
| Brücke über Wasserlauf |                      | Korn                                 | Korn                                 |
| Bahnhof | 3,4                  | Bascharage-Sanem                     | Bascharage-Sanem                     |
| Haltepunkt / Haltestelle | 6,6                  | Schouweiler                          | Schouweiler                          |
| Bahnhof | 9,2                  | Dippach-Reckange                     | Dippach-Reckange                     |
| Bahnhof | 14,3                 | Leudelange                           | Leudelange                           |
| Strecke mit Straßenbrücke |                      | A 6                                  | A 6                                  |
| Strecke mit Straßenbrücke |                      | A 4                                  | A 4                                  |
| Abzweig geradeaus und von links |                      | von Arlon                            | von Arlon                            |
| Bahnhof | 19,0                 | Hollerich                            | Hollerich                            |
| Abzweig geradeaus, nach rechts und von rechts |                      | von und nach Bettemburg              | von und nach Bettemburg              |
| Bahnhof | 20,3                 | Luxemburg                            | Luxemburg                            |
| Strecke |                      | nach Wasserbillig und nach Ulflingen | nach Wasserbillig und nach Ulflingen |

Die Bahnstrecke Petingen–Luxemburg ist eine elektrifizierte Bahnstrecke im Großherzogtum Luxemburg.

## Geschichte
Nach der Annexion von Esass und Lothringen durch das Deutsche Reich in Folge des Friedens von Frankfurt, der den Deutsch-Französischen Krieg beendete, besaß das Großherzogtum Luxemburg ab 1871 nur noch eine etwa 10 km lange Grenze mit Frankreich, über die aber keine Eisenbahnverbindung führte. Aller Bahnverkehr mit Frankreich musste entweder über das belgische Athus oder das deutsche Metz geführt werden. Erst 1886 wurde von der Société des chemins de fer Prince-Henri (Prinz-Heinrich-Bahn) – eine der beiden großen Luxemburger Eisenbahngesellschaften – eine direkte Verbindung von Rodingen / Rodange ins französische Longwy geschaffen, wo Anschluss an das französische Netz bestand. Um diese von der Stadt Luxemburg zu erreichen, mussten die Züge aber von dort bis Esch-sur-Alzette die Gleise der Konkurrenz, der Société royale Grand-Ducale de Guillaume-Luxembourg (Wilhelm-Luxemburg-Bahn), nutzen, eine in der Konkurrenzsituation zwischen beiden Gesellschaften höchst unbefriedigende Situation für die Prinz-Heinrich-Bahn.
Schon in den 1870er Jahren plante die Prinz-Heinrich-Bahn eine Strecke von Petingen / Pétange nach Luxemburg, die aber zahlreiche Ortschaften anbinden sollte und die Strecke nur unwesentlich verkürzt hätte. Nach finanziellen Schwierigkeiten dieser Gesellschaft in der zweiten Hälfte der 1870er Jahre wurde das Projekt nicht weiterverfolgt. Eine 1881 beantrage Schmalspurbahn lehnte die Regierung ab. An einer direkten normalspurigen Verbindung hatte die Prinz-Heinrich-Bahn zunächst kein Interesse, da sie in erster Linie von Interessen der Stahlindustrie dominiert war und dafür gut ohne eine eigene Anbindung der Stadt Luxemburg auskam. Erst als die Wilhelm-Luxemburg-Bahn 1891 eine direkte Verbindung zwischen der Stadt Luxemburg und Petingen / Pétange plante, zeigte sie Interesse, weil das ihr Monopol im Bereich um Petingen / Pétange gebrochen hätte. Das führte zu einem heftigen Streit zwischen den Reichseisenbahnen in Elsaß-Lothringen (EL), denen die Betriebsführung auf den Strecken der Wilhelm-Luxemburg-Bahn oblag, und der Prinz-Heinrich-Bahn, die in der Aufkündigung der Traifkonvention zwischen beiden Bahnen durch die EL gipfelte. Es dauerte bis 1901, bevor beide Bahnen wieder einvernehmlich zusammenarbeiteten.
1894 erhielt die Prinz-Heinrich-Bahn die Konzession für Bau und Betrieb der Strecke Petingen–Luxemburg. Baubeginn war 1898, fertiggestellt wurde die circa 20 km lange, technisch unkomplizierte, eingleisige Strecke zwei Jahre später. Die Eröffnung fand am 8. September 1900 statt. Da noch diverse Restarbeiten ausstanden, konnte der Güterverkehr erst 1901 aufgenommen werden. Die neugebaute Strecke erhielt recht schnell internationale Bedeutung, die direkten Verbindungen Luxemburg–Paris nutzten sie. Auch der lokale Personenverkehr entwickelte sich besser, als bei der Planung prognostiziert.
Jahrzehntelang war die Strecke ein wichtiges Teilstück im luxemburgischen Schienennetz, erst als der internationale Güter- und Personenverkehr über die elektrifizierte Verbindung Esch–Bettemburg–Luxemburg geleitet wurde, sank die Bedeutung in den 1960er Jahren.
1980/81 wurde die Strecke elektrifiziert, seit November 2012 ist sie zweigleisig ausgebaut. Der Fahrplan konnte dadurch verbessert werden, außerdem wurde die Höchstgeschwindigkeit auf 140 km/h erhöht. Seitdem wird die Strecke von einem ESTW in Petingen / Pétange gesteuert. Beim Ausbau wurden auch Bahnhöfe modernisiert und niveaugleiche Bahnübergänge durch Kreuzungsbauwerke ersetzt.

## Verkehr
Im Personenverkehr wird die Strecke 2014 als Linie 70 durch Regionalbahnen werktags im Halbstundentakt bedient, an Feiertagen mindestens stündlich.  Dazu kommen Regionalexpress-Züge, vor allem in den Hauptverkehrszeiten, die nicht an allen Bahnhöfen halten.